# Вільям Геммонд Райт
Вільям Геммонд Райт (англ. William Hammond Wright; 4 листопада 1871 — 16 травня 1959) — американський астроном.

## Біографія
Народився в Сан-Франциско. У 1893 році закінчив Університет Каліфорнії. У 1897—1944 роках працював у Лікській обсерваторії (у 1935—1942 роках — її директор).
Основні праці в області спостережної астрономії. У 1903 році встановив у Чилі 36-дюймовий телескоп-рефлектор експедиції Лікської обсерваторії, за допомогою цього інструмента визначив променеві швидкості багатьох південних зір. Вивчив спектри Нової Персея 1901 року (спільно з Вільямом Кемпбеллом), Нової Близнюків 1912 року і Нової Змієносця 1919 року. Виконав перше детальне дослідження спектрів планетарних туманностей; виміряв довжини хвиль великого числа ліній і ототожнив їх; встановив, що всі центральні зорі в планетарних туманностях мають спектральний клас O і багато з них нагадують спектри зір типу Вольфа — Рає. Виявив стратифікацію випромінювання планетарних туманностей, уперше досліджував внутрішні рухи у планетарних туманностях, їхнє розширення. У 1924—1927 роках отримав великі ряди фотографій планет в шести кольорах (від 3600 до 7600 Å). Важливим результатом цієї роботи було надійне підтвердження, незалежно від Гавриїла Тихова, того факту, що атмосфера Марса прозора для червоних променів і сильно розсіює сині промені. В останні роки життя займався проблемою визначення власних рухів зір із використанням далеких галактик як опорних точок.
Нагороджений медаллю Генрі Дрейпера Національної академії наук США (1928), медаллю Жансена Паризької академії наук (1928), Золотою медаллю Королівського астрономічного товариства (1938).
На честь Вільяма Райта названі кратер на Місяці та кратер на Марсі.